# Microlasioptera flexuosa
Microlasioptera flexuosa är en tvåvingeart som först beskrevs av Johannes Winnertz 1853.  Microlasioptera flexuosa ingår i släktet Microlasioptera och familjen gallmyggor.
Artens utbredningsområde är Tjeckien. Inga underarter finns listade i Catalogue of Life.